# Alpena, South Dakota
Alpena är en ort (town) i Jerauld County i delstaten South Dakota i USA. Orten hade 212 invånare, på en yta av 4,26 km² (2020).
Tidningen USA Todays grundare Al Neuharth gick i skola i Alpena.